# Придорожнє (Генічеський район)
Придоро́жнє —  село в Україні, у Генічеській міській громаді Генічеського району Херсонської області. Населення становить 274 осіб.

## Історія
12 червня 2020 року, відповідно до Розпорядження Кабінету Міністрів України № 726-р «Про визначення адміністративних центрів та затвердження територій територіальних громад Херсонської області», увійшло до складу Генічеської міської громади.
17 липня 2020 року, в результаті адміністративно-територіальної реформи та ліквідації  колишнього Генічеського району увійшло до складу новоутвореного Генічеського району.
24 лютого 2022 року село тимчасово окуповане російськими військами під час російсько-української війни.

## Населення

### Мова
Розподіл населення за рідною мовою за даними перепису 2001 року:
| Мова            | Кількість | Відсоток |
| --------------- | --------- | -------- |
| українська      | 199       | 72.63%   |
| російська       | 69        | 25.18%   |
| білоруська      | 1         | 0.36%    |
| інші/не вказали | 5         | 1.83%    |
| Усього          | 274       | 100%     |